# Lidia Wysocka
Lidia Wysocka (24 tháng 6 năm 1916 - 2 tháng 1 năm 2006) là một diễn viên sân khấu, điện ảnh và lồng tiếng, ca sĩ, nghệ sĩ biểu diễn tạp kỹ và giám đốc sáng tạo, giám đốc nhà hát và nhà thiết kế trang phục, biên tập viên người Ba Lan.

## Sự nghiệp ban đầu
Bà là một trong những người lọt vào chung kết cuộc thi sắc đẹp do tạp chí Kino tổ chức năm 1933. Sau khi thu âm lồng tiếng, bà ra mắt trên phim vào năm 1935 trong khi vẫn đang theo học diễn xuất của Aleksander Zelwerowicz (người đã rất miễn cưỡng cho phép học sinh của mình bắt đầu sự nghiệp diễn xuất trước khi học xong). Bà tốt nghiệp Państwowy Instytut Sztuki Teatralnej (Học viện Nghệ thuật Sân khấu Bang, Warsaw) năm 1936. Bà ra mắt trên sân khấu tại Nhà hát Ba Lan ở Warsaw vào năm 1936 (với vở The Pickwick Papers trong vai Mary của Dickens, bắt đầu một hợp đồng kéo dài ba năm), nơi bà biểu diễn cho đến khi chiến tranh nổ ra.
Các vai diễn điện ảnh của bà bao gồm nhiều phần ca hát; các bài hát bà biểu diễn đã được phát hành dưới dạng đĩa than bởi Syrena Rekord sớm nhất vào năm 1936.
Những người ngưỡng mộ bà không chỉ nghe thấy bà trên Đài phát thanh Polskie, ví dụ như từ tháng 11 năm 1936 bà đã đọc cuốn tiểu thuyết đăng nhiều kỳ đầu tiên viết cho đài phát thanh Ba Lan, Dni powszednie państwa Kowalskich (Cuộc sống hàng ngày của Kowalskis, được phát hành năm 1938 bởi Maria Kuncewiczowa), mà còn nghe thấy bà khi quay số đồng hồ biết nói (giọng bà là tiếng nói của thiết bị điện thoại cải tiến được tung ra ở Ba Lan vào năm 1936).

## Chiến tranh thế giới thứ hai
Như hầu hết các diễn viên tẩy chay các nhà hát do Đức kiểm soát trong chiến tranh, bà đã phải tìm một cách khác để kiếm sống: bà làm bồi bàn trong quán cà phê "Na Antresoli". Bà từ chối các đề nghị bắt đầu làm việc cho UFA của Đức, vào thời điểm đó chủ yếu làm việc với các bộ phim tuyên truyền ủng hộ Đức Quốc xã. Bị đưa vào danh sách đen, bà bị Gestapo bắt làm con tin (cùng với các nghệ sĩ Ba Lan khác) vào năm 1941 và bị giam trong nhà tù Pawiak. Chồng bà, Zbigniew Sawan, cuối cùng đã bị đưa đến Auschwitz như một động thái để trả đũa cho vụ ám sát Igo Sym, một điệp viên của Đức Quốc xã.

## Những năm sau chiến tranh
Sau chiến tranh, bà bắt đầu biểu diễn trong Teatr Mały ở Warsaw cùng với chồng, sau đó cũng trong Teatr Miniatura ở Warsaw và Teatr Nowy. Tiếp theo, họ chuyển đến đến Nhà hát Ba Lan ở Szczecin (1947-1949), nơi Sawan sau đó đã lên chức quản lý. Cặp đôi trở lại Warsaw vào năm 1949 và bắt đầu làm việc trong Teatr Ludowy: Sawan một lần nữa với tư cách là người quản lý, trong khi bà bắt đầu đạo diễn các vở kịch. Bà đã trải qua năm 1951–53 trong rạp hát hài kịch thời sự Buffo.

## Quán rượu Wagabunda
Năm 1956, bà mở quán rượu Wagabunda (theo tiếng Ba Lan có nghĩa là: sự kết hợp giữa hài kịch, sân khấu và âm nhạc, với sự bổ sung nổi bật của châm biếm chính trị), quy tụ các diễn viên và nhà châm biếm như Edward Dziewoński, Wiesław Michnikowski, Kazimierz Rudzki, Jacek Fedorowicz, Bogumił Kobiela, ca sĩ Maria Koterbska, Jeremi Przybora, Mieczysław Wojnicki, Marian Załucki, Mieczysław Czechowicz, Zbigniew Cybulski, v.v.; văn bản cho các bài hát, diễn độc thoại và các bản phác thảc do Stefania Grodzieńska hoặc các nhà thơ Julian Tuwim và Jan Brzechwa cung cấp. Phổ biến ở Ba Lan trong hơn một thập kỷ, nó cũng đã lưu diễn ở Mỹ và Canada (1957, 1962, 1964), Vương quốc Anh (1965, 1966), Israel (1963), Liên Xô (1968) và Tiệp Khắc (1956) (theo lời quản lý quán W. Furman, tổng cộng hơn 2 triệu vé đã được bán). Bà là giám đốc nghệ thuật và là một ngôi sao hàng đầu, thường biểu diễn các bài thơ hát hoặc các phiên bản của các bài hát nổi tiếng (đặc biệt là các bài hát tiếng Pháp) với lời bài hát tiếng Ba Lan.

## Sự nghiệp cuối đời
Sau khi Wagabunda giải thể vào năm 1968, bà gặp khó khăn khi tìm việc làm tại các rạp hát ở Warsaw mặc dù đã có kinh nghiệm và danh tiếng. Cuối cùng, bà đã tìm được đường đến sân khấu của Teatr Syrena ở Warsaw, nơi bà đã chơi trong các bản thu từ năm 1974 đến năm 1981. Bà cũng đã đi lưu diễn Hoa Kỳ với nó. Ngoài các buổi phát sóng truyền hình về các buổi độc tấu của cô (vào đầu năm 1956, trong khi Telewizja Polska vẫn đang trong giai đoạn thử nghiệm khi ra mắt lần thứ hai sau chiến tranh) và các cuộc phỏng vấn, bà còn xuất hiện trên các chương trình truyền hình châm biếm như Teatr Rozrywki.
Cuộc phỏng vấn truyền hình cuối cùng của bà đã được Kênh Kino Polska phát hành vào năm 2011.
Trong sự nghiệp của mình, bà cũng đã làm việc với đài phát thanh công cộng Polskie của Ba Lan, tham gia các buổi hòa nhạc và các chương trình phát sóng khác. Bà xuất hiện trong các bộ phim truyền hình phát thanh sớm nhất là vào cuối những năm 1930; thính giả của đài Chương trình 1 vẫn có thể bắt gặp bà đang đọc các bài xã luận của chính bà về tin tức văn hóa, thể hiện tài năng văn chương và trào phúng vào những năm 1980-1990.
Bà đã được trao tặng Huân chương Polonia Restituta, Thập giá của sĩ quan vì thành tích xuất sắc trong hoạt động nghệ thuật (1999), Cross of Merit vàng (1978) và các danh hiệu khác.

## Sự nghiệp đóng phim
Năm 1934, bà lồng tiếng cho nhân vật Madeleine Carroll trong bộ phim Tôi là một điệp viên (1933) của Anh, bộ phim đầu tiên được lồng tiếng ở Ba Lan (Siostra Marta jest szpiegiem).
- Kochaj tylko mnie (1935), vai Hanka Żarska
- Papa się żeni (1936) trong vai Lili, con gái của Mira Stella
- Gehenna (1938), trong vai Ania Tarłówna
- Ostatnia brygada (1938) trong vai Marta Rzecka
- Serce matki (1938) trong vai Lusia
- Wrzos (1938) trong vai Dębska
- Doktór Murek (1939) trong vai Tunka Czabran
- Złota Maska (1939) trong vai Magda Nieczaj
- Irena domu! (1955), vai Irena Majewska
- Sprawa pilota Maresza (1955), trong vai Mary Godzicka
- Nikodem Dyzma (1956), là ca sĩ nhạc phim
- Rozstanie (1960), vai Magdalena
- Sekret (1973), trong vai Lena Nurkiewicz
- Zaczarowane podwórko (1974), trong vai Nữ hoàng Anna Jagiellonka
- W obronie własnej (1981), trong vai mẹ của Maria

## Khác
Việc sản xuất bộ phim thứ 9 của bà, Szczęście przychodzi kiedy chce (do Mieczysław Krawicz đạo diễn) đã bị hủy bỏ do Chiến tranh thế giới thứ hai nổ ra. Bà được mời đóng vai chính trong một bộ phim khác, Lili của Jacek Bławut (tên sản xuất), kể về câu chuyện của các diễn viên kỳ cựu, nhưng nó vẫn đang trong giai đoạn tiền sản xuất vào thời điểm bà qua đời; cuối cùng nó đã được hoàn thành với tên Jeszcze nie wieczór vào cuối năm 2008.